# نشانه مورفی
در پزشکی، نشانه مورفی (Murphy's sign) که همچنین به عنوان نشانه سوئینی (Sweeney’s sign) نیز شناخته می‌شود، یک مانور در طول معاینه فیزیکی به عنوان بخشی از معاینه شکم است. این کار برای افتراق درد در ربع فوقانی راست شکم (RUQ) مفید است. نشانه مورفی به‌طور معمول، در کوله‌سیستیت مثبت است، اما در کلدوکولیتیاز، پیلونفریت و کلانژیت بالارو منفی است.

## روش
به‌طور کلاسیک، علامت مورفی در طول معاینه شکم در وضعیت خوابیده آزمایش می‌شود. از بیمار می‌خواهیم بازدم کند و سپس دست را به آرامی در زیر لبه دنده‌ای در سمت راست در خط میانی ترقوه (محل تقریبی کیسه صفرا) قرار می‌دهیم. سپس به بیمار دستور داده می‌شود که نفس بکشد. به‌طور معمول، در طول دم، محتویات شکم به سمت پایین رانده می‌شود، زیرا دیافراگم به سمت پایین حرکت می‌کند (و ریه‌ها منبسط می‌شوند). اگر بیمار دم خود را ناگهان متوقف کند (از آنجایی که کیسه صفرا حساس به لمس است و در حرکت به سمت پایین با انگشتان معاینه‌کننده تماس پیدا می‌کند) و با بازدم به عقب برود، آزمایش مثبت تلقی می‌شود. برای اینکه آزمایش مثبت در نظر گرفته شود، با انجام همین مانور در سمت چپ نباید دردی ایجاد شود.

## ارزش تشخیصی
نشانه مورفی دارای حساسیت بالا و ارزش اخباری منفی است، اگرچه ویژگی آن زیاد نیست. با این حال، در افراد مسن حساسیت به‌طور قابل توجهی کمتر است. اگر آزمایش‌های دیگر و سابقه بالینی تشخیص را نشان دهد، علامت مورفی منفی در یک فرد مسن برای رد کوله‌سیستیت مفید نیست.